# Rismyrberget
Rismyrbergets naturreservat är ett reservat i Örnsköldsviks kommun som avsattes 1967. Det ligger nordost om Solberg i närheten av Stockholmsgatan. Reservatet ombildades 1996 och är numera 34 hektar stort.

## Allmänt
Rismyrberget når 425 meter över havet. Reservatet är en sydbrant och en topplatå med äldre brandpräglad skog. Det är framförallt tallskog, med enstaka tallar upp till 300 år gamla. 
Reservatet ändamål är att bevara ett urskogsartat område med naturliga successioner. Växtligheten ska utvecklas fritt med undantag för eventuella naturvårdsbränningar.
Reservatet är av Regeringen antaget som Natura 2000-område. Motivet för bevarande är urskogen att typen västlig taiga, av undergrupperna gamla grandominerade skogar, gamla barrblandskogar och gamla talldominerade skogar.
Strax väster om reservatet passerar Lappmarksleden.

## Flora och fauna
På bergets topplatå växer dvärgbägarlav (Cladonia parasitica). Här finns också flera hotade arter skalbaggar bland annat den mindre barkplattbaggen. 
Sydväst om branten rinner Kalvbäcken fram i gransumpskog med mycket grova granar. Här växer strutbräken (Matteuccia struthiopteris). Skogen i detta område har tidigare blädats.
Den goda tillgången på grova granlågor skapar förutsättningar för vedsvampar som rosenticka, lappticka och rynkskinn. Söder om bäcken finns myrmark med starr och viden.

## Spår från istiden
I området nedanför sydbranten ligger en gammal fåra från den isälv som högre upp gröpte ur Stockholmsgatans kanjon. I omgivningarna till reservatet finns klapperstensliknande stenfält som slipats av den framforsande isälven.

## Galleri

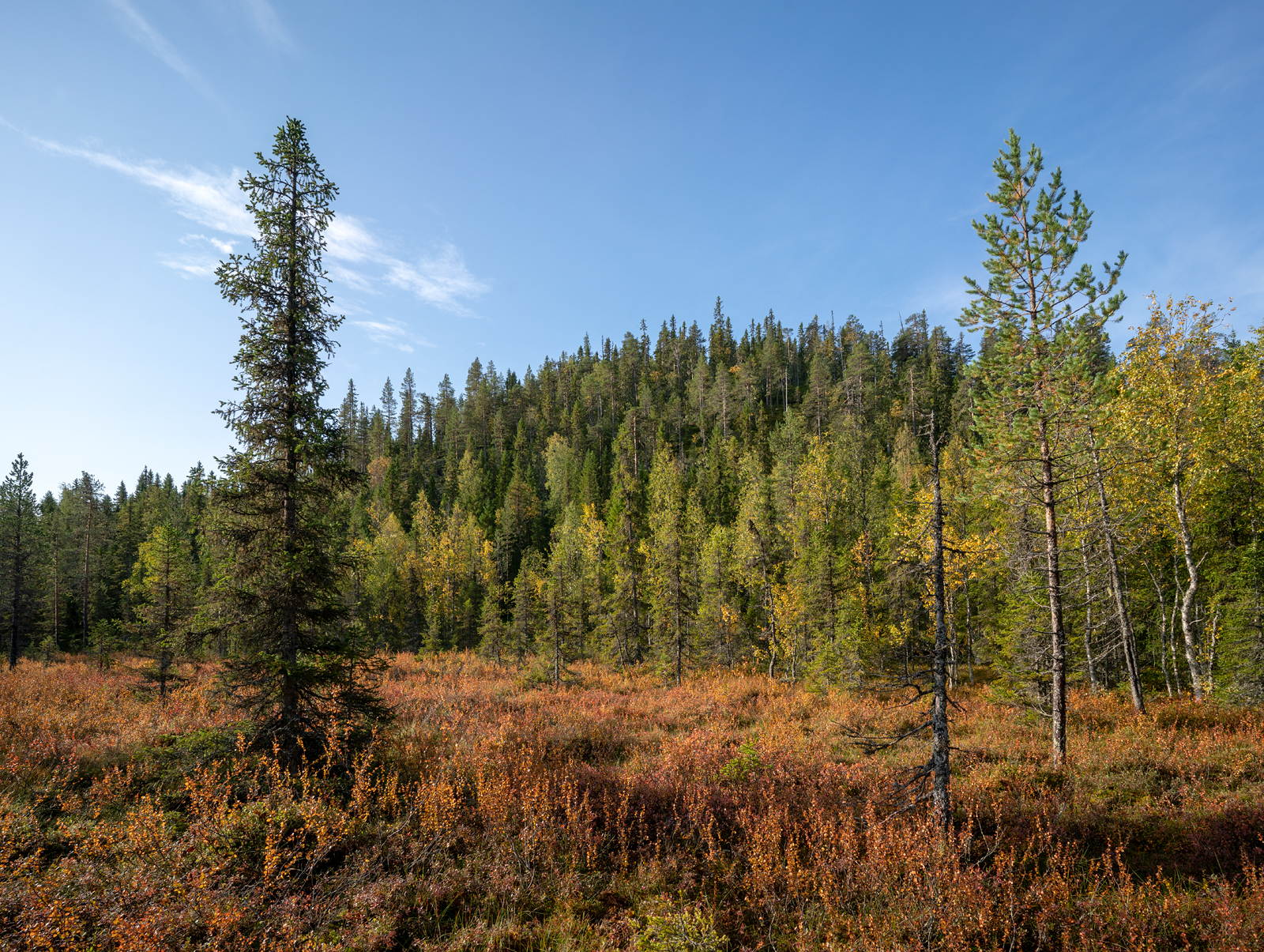
Rismyrberget sedd från NV.
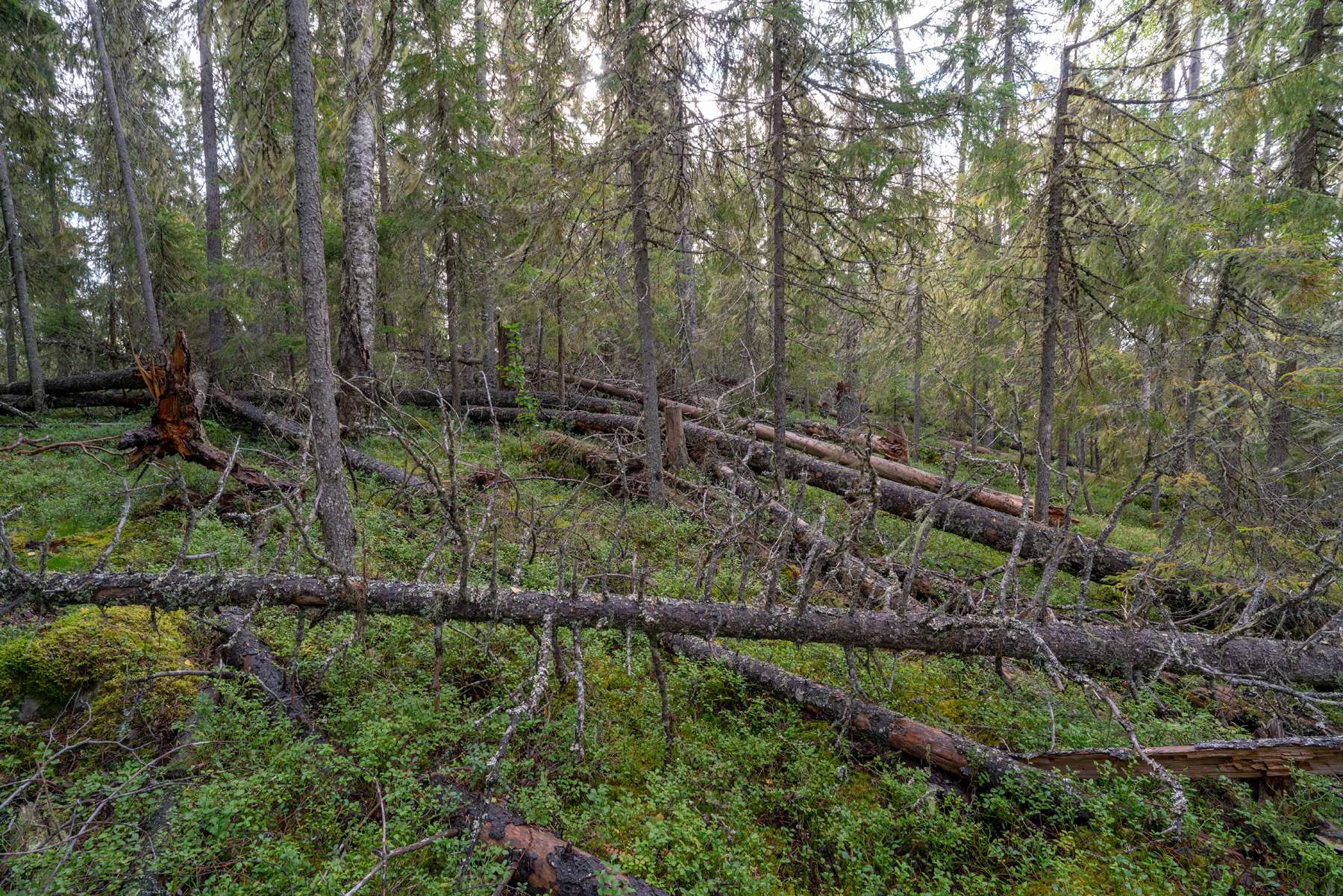
Vindfällen strax öster om Rismyrbergets topp.
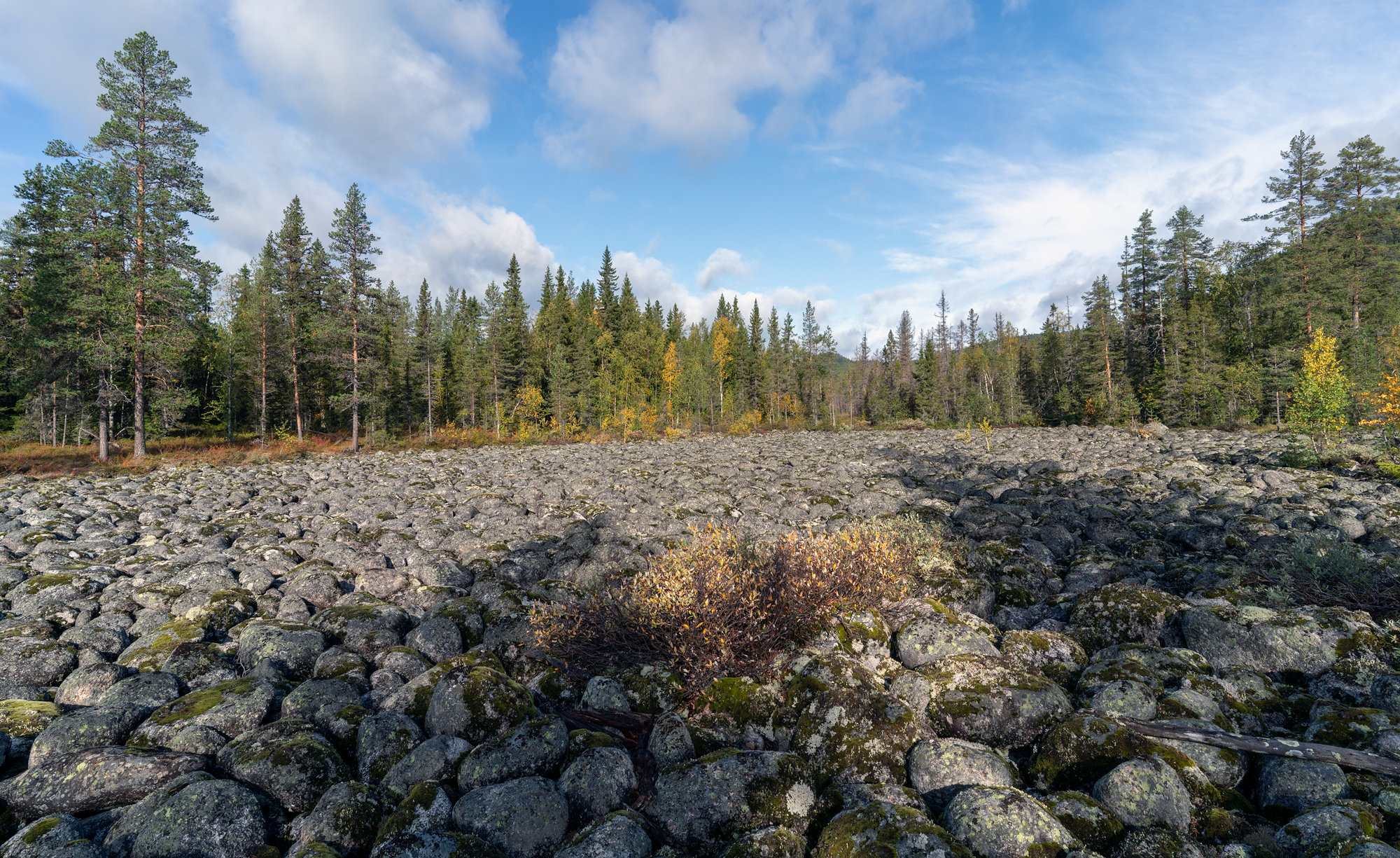
Rundslipade stora stenar som forslats med den isälv som bildade kanjonen i Stockholmsgata.
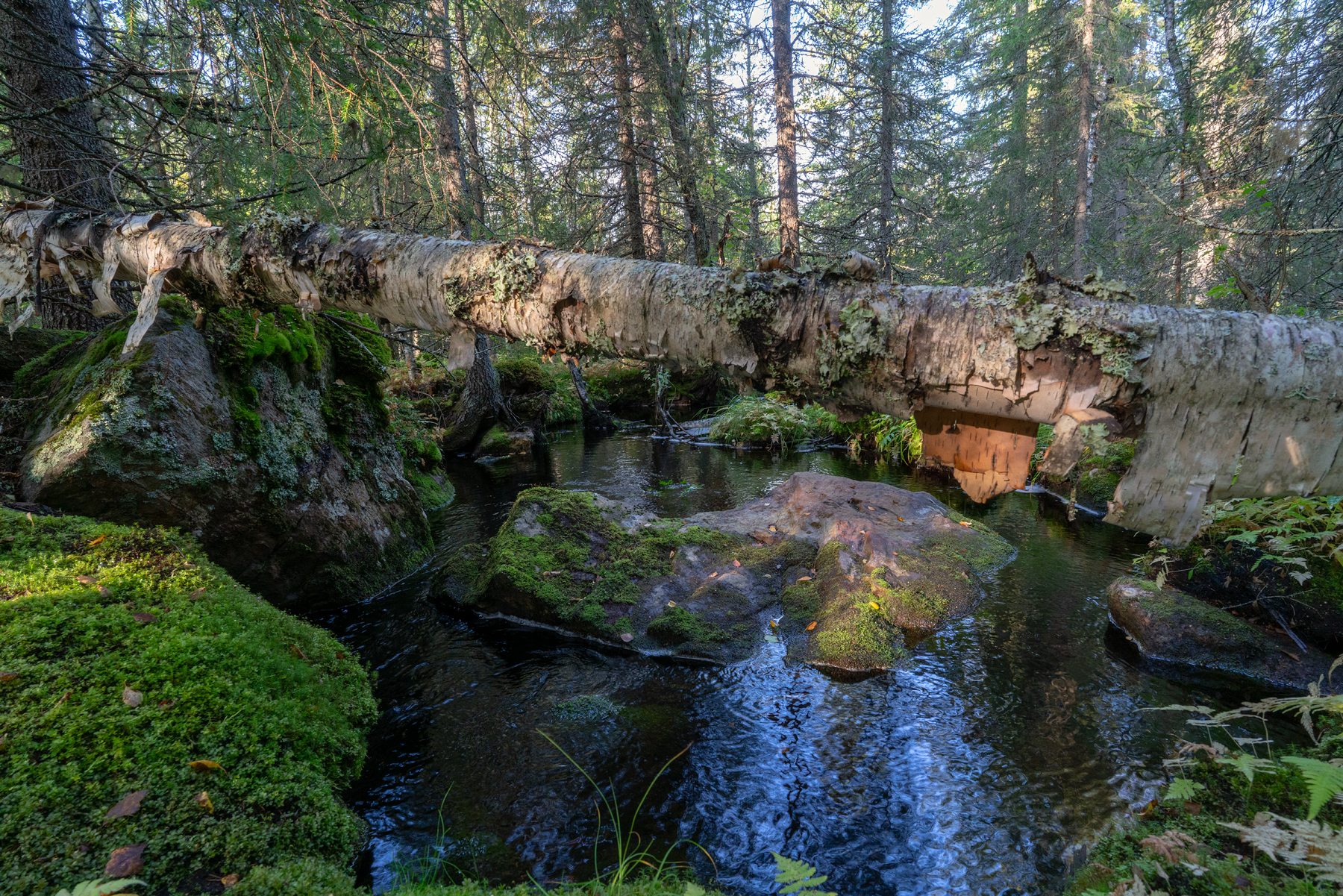
Rismyrbäcken.
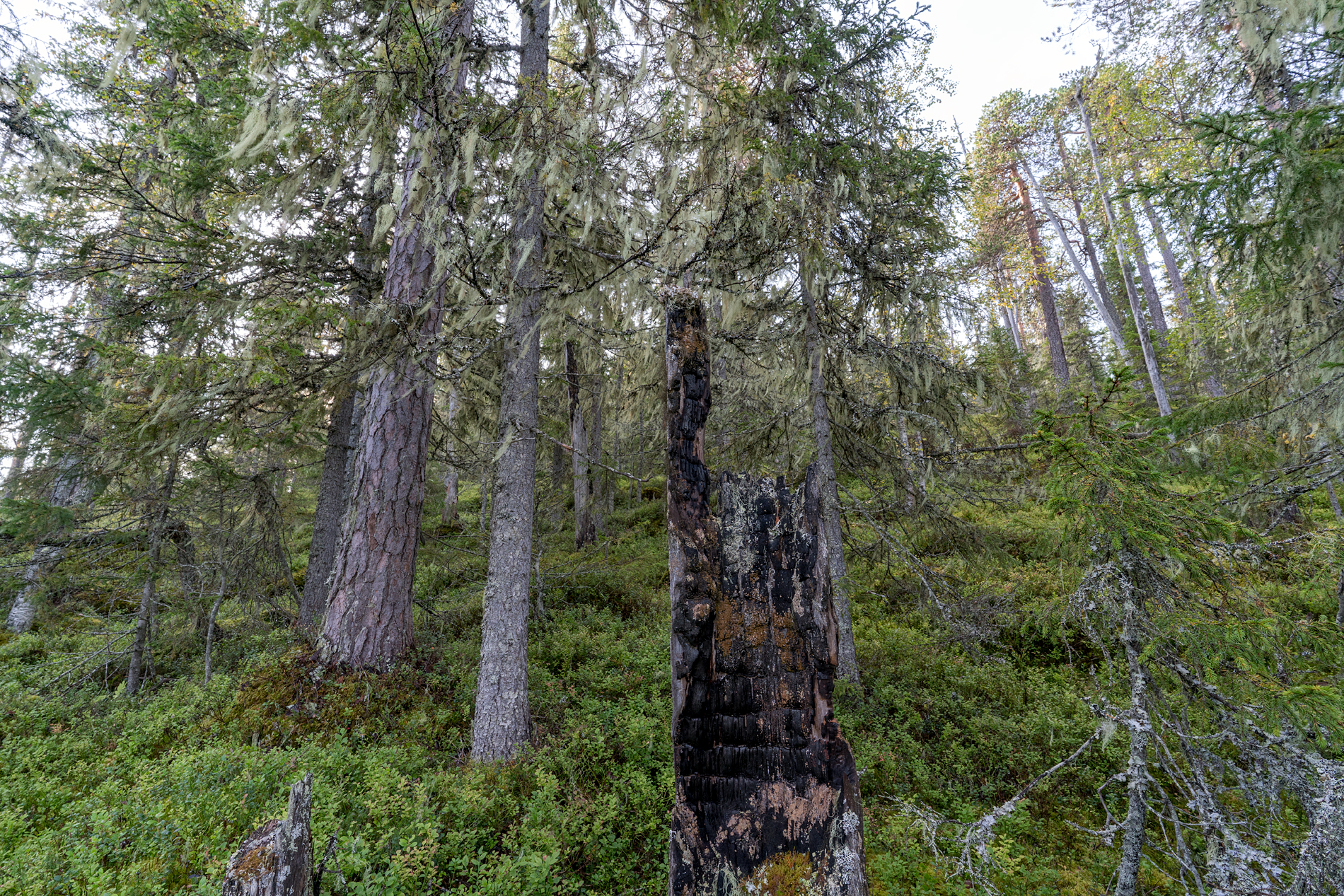
Den branta västra sidan av Rismyrberget.